# 프로젝트 10만
프로젝트 10만(영어: Project 100,000)은 1960년대 미국 국방부에서 기존에 정신적 또는 신체적 기준 미달로 인하여 징병 대상이 아니었던 사람까지 징병대상에 편입하여 10만 명의 신규 병력을 양병하려 했던 계획이다. 미국이 베트남 전쟁에 참전하면서 병력자원이 부족해지기 시작하자 1966년 10월 국방장관 로버트 맥나마라의 책임으로 이 프로젝트가 개시되었고, 1971년 12월 종료되었다.
원래 미군의 징병 가능 하한선은 IQ 80이었다. 이 프로젝트로 아이큐 80 이하의 경계선지능인, 지적장애인까지 징병당해 베트남으로 끌려갔다. 프로젝트 10만으로 양병된 병사들은 현장에서 맥나마라의 관심병사들(McNamara's Misfits), 맥나마라의 바보들(McNamara's Follys), 맥나마라의 노둔아들(McNamara's Morons) 등의 멸칭으로 불렸다, 연구 결과에 따르면 이들은 다른 장병들에 비해 사망률이 3배 더 높았고, 전역 이후 소득수준도 더 낮았다.

## 같이 보기
- 장애인 징병